# سمافور پرچم

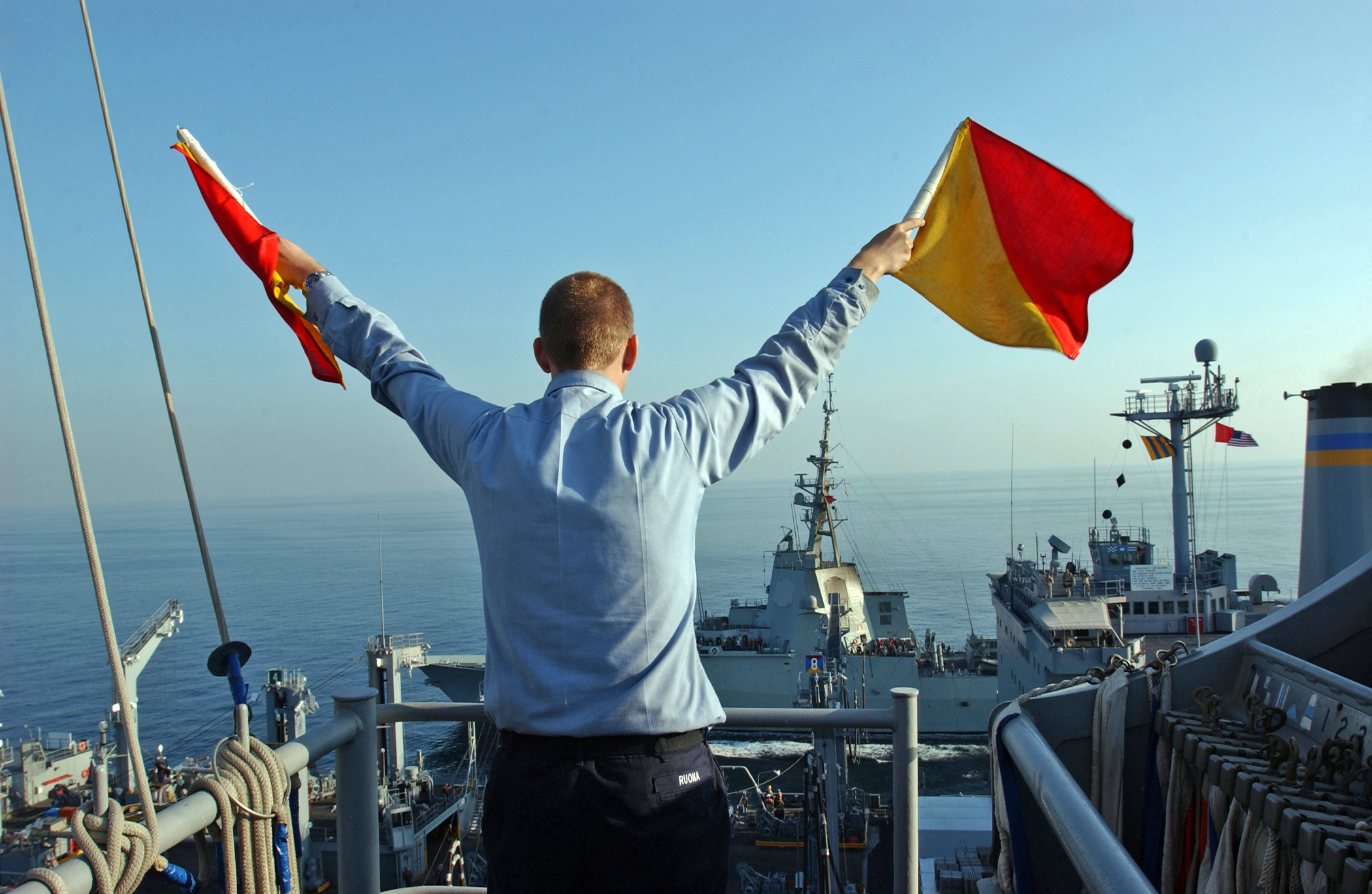
یک خدمه نیروی دریایی ایالات متحده با استفاده از سمافور پرچم در طول یک تمرین تکمیلی در حال انجام (۲۰۰۵) حرف "U" را علامت می‌دهد.

سمافور پرچم (از یونانی باستان σῆμα (sêma) 'sign' and -φέρω (-phero) '-bearer') یک سیستم سمافور است که اطلاعات را با استفاده از سیگنال‌های بصری با پرچم‌های دستی، میله‌ها، دیسک‌ها، پاروها، یا گاهی اوقات دست‌های برهنه یا دستکش دار، اطلاعات را از فاصله دور منتقل می‌کند. اطلاعات با موقعیت پرچم‌ها کدگذاری می‌شود. زمانی که پرچم در یک موقعیت ثابت باشد خوانده می‌شود. سمافورها (با پرچم‌های دستی که جایگزین بازوهای مکانیکی سمافورهای کرکره‌ای شدند) در دنیای دریایی در سده نوزدهم مورد استفاده قرار گرفتند و به‌طور گسترده مورد استفاده قرار گرفتند. هنوز هم در هنگام تکمیل مجدد در دریا استفاده می‌شود و برای ارتباطات اضطراری در نور روز یا استفاده از عصای روشن به جای پرچم در شب قابل قبول است.

## سیستم پرچم سمافور معاصر
سیستم سمافور پرچم فعلی از دو قطب کوتاه با پرچم‌های مربعی استفاده می‌کند که شخص علامت‌دهنده آن‌ها را در موقعیت‌های مختلف نگه می‌دارد تا حروف الفبا و اعداد را نشان دهد. سیگنال دهنده یک قطب را در هر دست نگه می‌دارد و هر بازو را در یکی از هشت جهت ممکن دراز می‌کند. به جز در حالت استراحت، پرچم‌ها روی هم قرار نمی‌گیرند. رنگ‌های پرچم‌ها بر اساس اینکه سیگنال‌ها از طریق دریا یا زمین ارسال می‌شوند، متفاوت است. در دریا، پرچم‌ها قرمز و زرد (پرچم اسکار) هستند، در حالی که در خشکی، سفید و آبی (پرچم پاپا) هستند. پرچم لازم نیست. هدف آنها آشکارتر کردن شخصیت‌ها است.

### کاراکترها
۳۰ کاراکتر سمافور زیر همان‌طور که هنگام روبرو شدن با شخص سیگنال ظاهر می‌شوند ارائه می‌شوند:

A یا ۱
B یا ۲
C یا ۳ تصدیق / تصحیح
D یا ۴
E یا ۵ خطا (اگر ۸ بار سیگنال داده شود)
F یا ۶
G یا ۷
H یا ۸
I یا ۹
حرف‌هایی که باید دنبال شوند
K یا ۰
L
M
N
O
P
Q
R
S
T
U
V
W
X
Y
Z
استراحت / فاصله
اعداد (#)
خطا / توجه
لغو / باطل سیگنال قبلی را نادیده بگیرید

Signaller پیام " FLAG SEMAPHORES " را با پرچم‌های سمافور منتقل می‌کند

اعداد را می‌توان با علامت دادن نخست "اعداد" نشان داد. حروف را می‌توان با نخستین علامت "J" نشان داد.
فرستنده از سیگنال «توجه» برای درخواست مجوز برای شروع ارسال استفاده می‌کند. گیرنده از سیگنال «آماده برای دریافت» استفاده می‌کند که در بالا نشان داده نشده‌است تا اجازه شروع انتقال را بدهد. گیرنده هر دو پرچم را به صورت عمودی در بالای سر بلند می‌کند و سپس آنها را فقط یک بار به حالت استراحت رها می‌کند تا اجازه ارسال را بدهد. فرستنده انتقال را با سیگنال «آماده برای دریافت» به پایان می‌رساند. گیرنده می‌تواند با سیگنال «توجه» پاسخ دهد. در این مرحله فرستنده و گیرنده جای خود را تغییر می‌دهند.

## اصل و نسب
سمافور پرچم در سال ۱۸۶۶ به عنوان یک نسخه دستی از سیستم تلگراف نوری Home Riggs Popham که در خشکی مورد استفاده قرار گرفت و بعداً توسط چارلز پاسلی بهبود یافت، ایجاد شد. سیستم زمین شامل خطوطی از ایستگاه‌های ثابت (ساختمان‌های اساسی) با دو بازوی بزرگ و متحرک بود که روی یک عضو قائم چرخیده بودند. چنین سیستمی برای نصب روی کشتی ناخوشایند بود. سمافور پرچم یک روش آسان برای برقراری ارتباط بین کشتی به کشتی یا کشتی به ساحل در زمانی که فواصل خیلی زیاد نبود، ارائه کرد. به گفته الکساندر جی فیلد از دانشگاه سانتا کلارا، «شواهدی وجود دارد» مبنی بر اینکه پاپهام تلگراف خود را بر اساس ایستگاه‌های ساحلی فرانسه که برای ارتباط کشتی به ساحل استفاده می‌شود، قرار داده‌است. بسیاری از کدهای سمافور پرچم با تلگراف الکتریکی فوی-برگ، که از تلگراف نوری فرانسوی نیز گرفته شده، مطابقت دارند. اگرچه بر اساس تلگراف نوری بود، اما در زمان معرفی سمافور پرچم، تلگراف نوری چند سال پیش به‌طور کامل جایگزین تلگراف الکتریکی شده بود.

## استفاده عملی در ارتباطات
پرچم‌های سمافور نیز گاهی به عنوان وسیله ارتباطی در کوهستان‌هایی که انجام ارتباطات شفاهی یا الکترونیکی دشوار است استفاده می‌شود. اگرچه آنها پرچم حمل نمی‌کنند، اما افسران پلیس سواره سلطنتی کانادا از سمافور دستی در این روش استفاده کرده‌اند. برخی از شرکت‌های نجات موج‌سواری، مانند اووشن سیتی، مریلند Beach Patrol، از پرچم‌های سمافور برای برقراری ارتباط بین ناجیان غریق استفاده می‌کنند. حروف سمافور پرچم نیز یک موتیف هنری رایج است. یکی از نمونه‌های ماندگار نماد صلح است که توسط کمپین خلع سلاح هسته‌ای در سال ۱۹۵۸ از لوگوی اصلی ایجاد شده توسط یک هنرمند تجاری به نام جرالد هولتوم از توئیکنهام، لندن، با استفاده از سمافور N و D. هولتوم این لوگو را برای استفاده در راهپیمایی اعتراضی به تأسیسات تسلیحات اتمی در آلدرماستون، نزدیک نیوبوری، انگلستان. در ۴ آوریل ۱۹۵۸، راهپیمایی میدان ترافالگار را به مقصد روستایی برکشایر ترک کرد، با حمل پلاکاردهای Ban the Bomb که توسط فرزندان هولتوم ساخته شده بود و نخستین استفاده از این نماد بود. در اصل، بنفش و سفید بود و به معنای ترکیبی از حروف سمافیک N و D بود که مخفف «خلع سلاح هسته‌ای» است که با یک دایره مشخص شده بود.
همراه با کد مورس، سمافور پرچم در حال حاضر توسط نیروی دریایی ایالات متحده استفاده می‌شود و همچنان موضوع مطالعه و آموزش برای جوانان پیشاهنگی است. در یک اشاره طنزآمیز به استفاده همیشگی سمافور پرچم در عصر اینترنت، در روز نخست آوریل ۲۰۰۷، سازمان استانداردهای کارگروه مهندسی اینترنت، سیستم سیگنالینگ پرچم سمافور را تشریح کرد، روشی برای انتقال ترافیک اینترنت از طریق زنجیره‌ای از اپراتورهای سمافور پرچم.

## استفاده در فرهنگ عامه
جلد آلبوم کمک! ۱۹۶۵ بیتلزدر ابتدا قرار بود چهار عضو گروه با املای «کمک» در سمافور به تصویر کشیده شود، اما نتیجه از نظر زیبایی شناختی ناخوشایند تلقی شد و در عوض بازوهای آنها در چینشی بی‌معنی اما از نظر زیبایی‌شناسی دلپذیر قرار گرفتند.
قسمت دوم سری دوم سیرک پرنده مانتی پایتان رمان بلندی‌های بادگیر امیلی برونته را به صورت سمافور به تصویر می‌کشد.